# Casa Central de la Universidad de Chile
La Casa Central de la Universidad de Chile, también llamada Palacio de la Universidad de Chile, es el edificio principal de la Universidad de Chile, ubicado en la Alameda Libertador Bernardo O'Higgins, en la comuna de Santiago, Chile. Su construcción data de 1872, y actualmente alberga la rectoría de la universidad, salones para actos solemnes y el archivo bibliográfico Andrés Bello, en honor al jurista fundador de la Universidad. Es Monumento Histórico de Chile por Decreto del Ministerio de Educación del 7 de enero de 1974.
Este edificio da nombre a la estación Universidad de Chile del Metro de Santiago, ubicada justo bajo la Casa Central.

## Historia

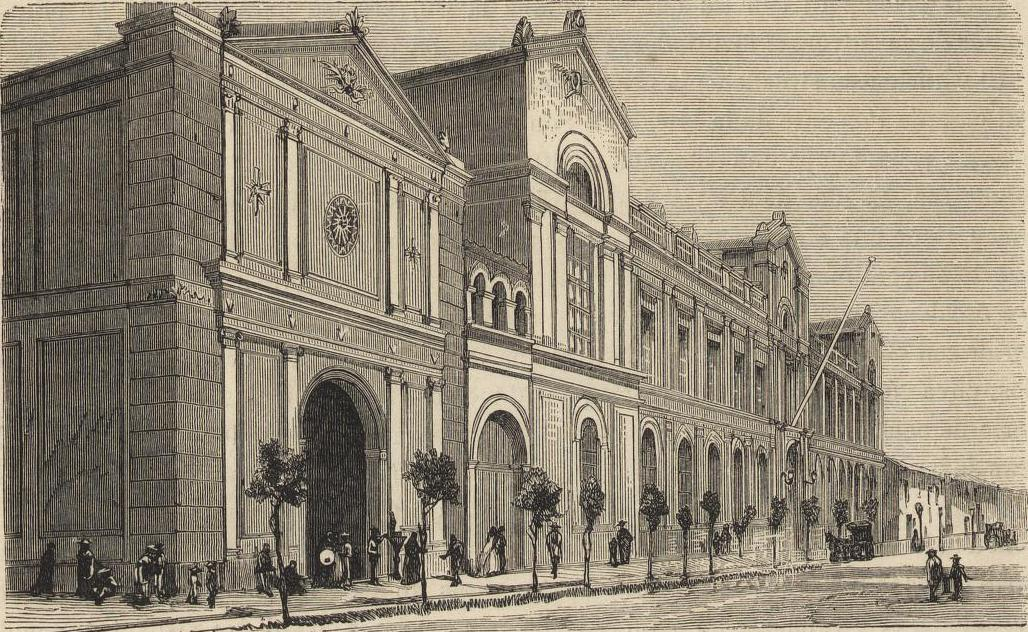
Casa Central en 1872.

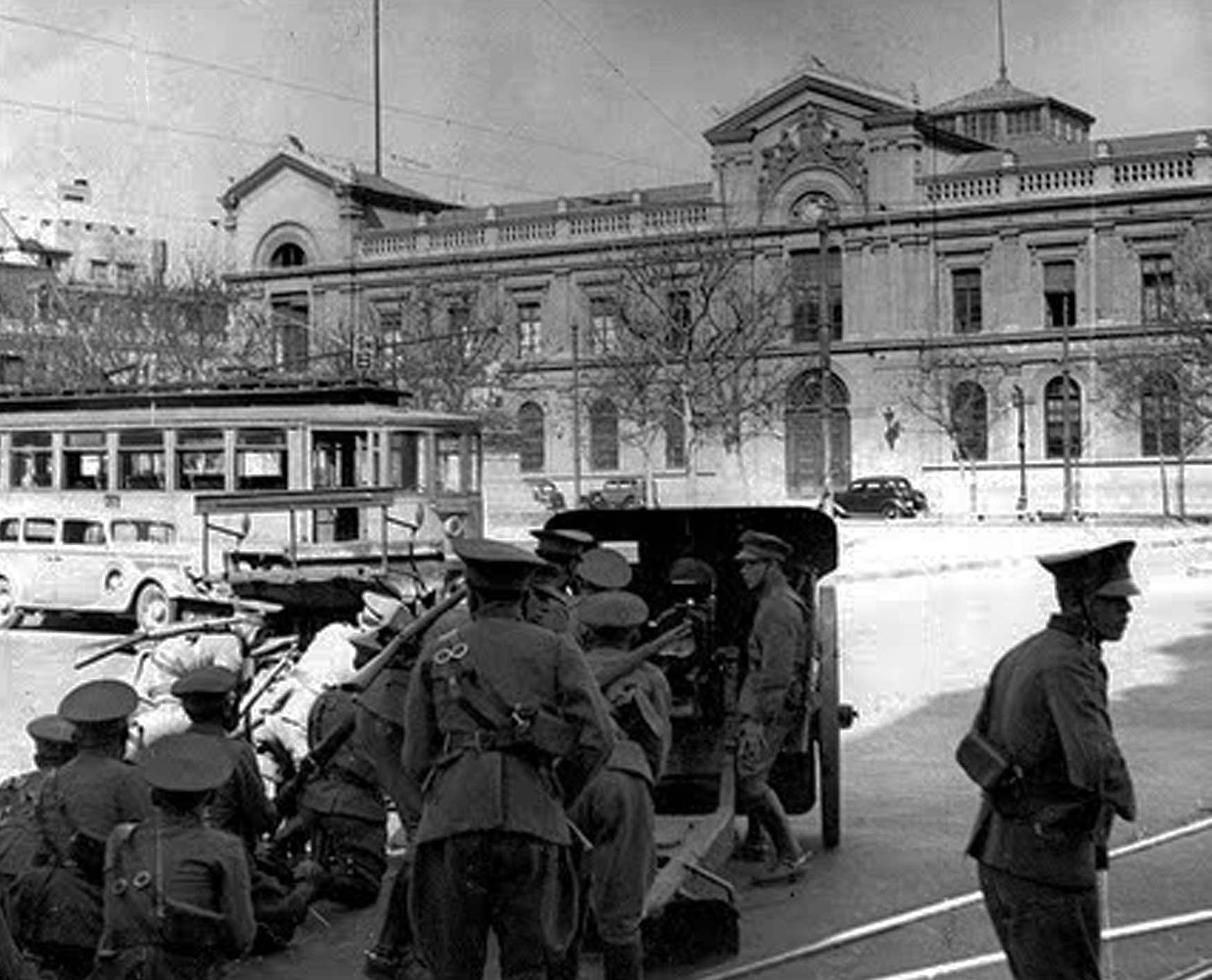
Tropas frente a la Casa Central de la Universidad en 1938.

Tras la instalación de la Universidad de Chile en 1843, se hizo necesario un edificio que albergara a las facultades y a la rectoría. El Ministro de Justicia, Culto e Instrucción Pública de la época, Manuel Montt, designó como el lugar idóneo para la construcción del Palacio de la Universidad el sitio contiguo a la hoy desaparecida Iglesia de San Diego (que dio el nombre a la calle San Diego) en la Alameda de Las Delicias.

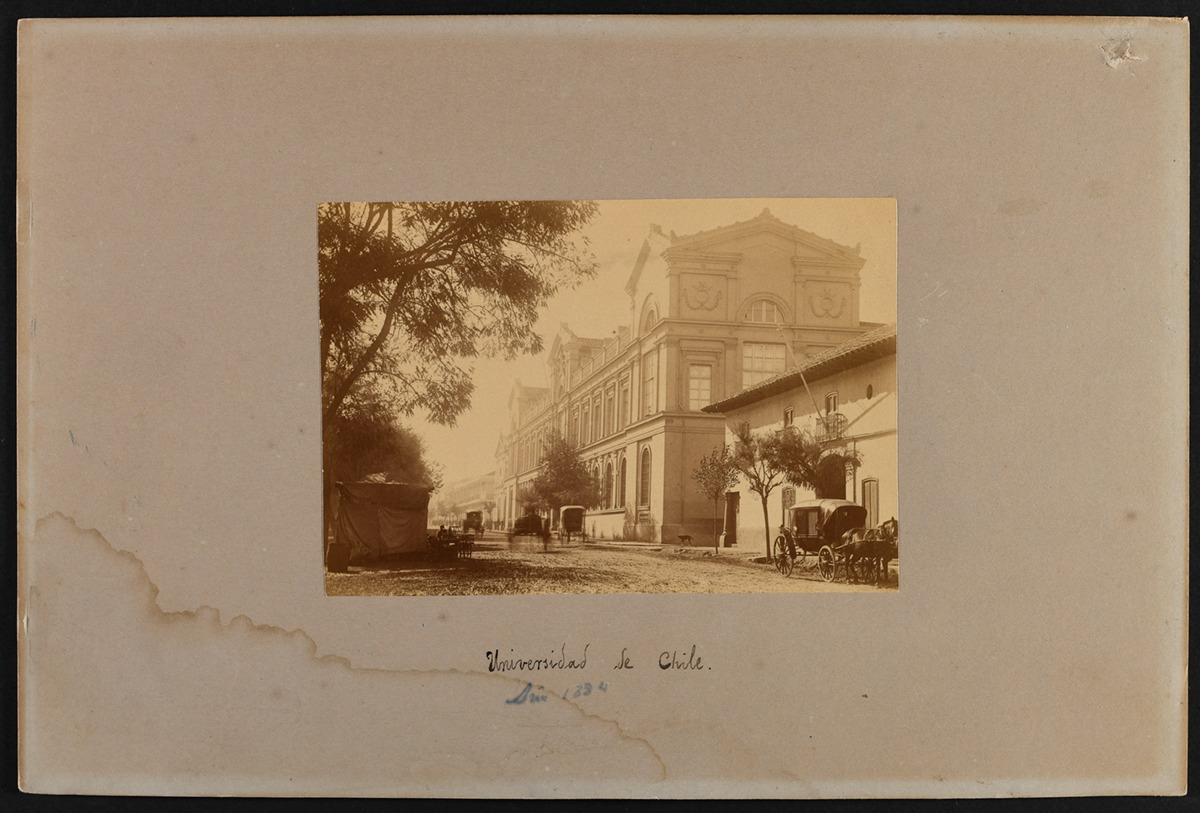
Casa Central en 1884.

A pesar de que en un comienzo la Universidad ocupó las dependencias ubicadas frente al Instituto Nacional, que fueran diseñadas por el arquitecto Juan Herbage, luego se decidió habilitar un edificio independiente cuyo acceso principal fuera hacia la Alameda, cuya obra fue encargada a Lucien Hénault.
La construcción del edificio fue dirigida por el chileno Fermín Vivaceta, uno de los primeros arquitectos egresados en el país, y se llevó a cabo entre 1863 y 1872. Fue el primer edificio en altura que se erigió en la Alameda y también la tercera construcción financiada con recursos públicos en la historia del país. Uno de los lugares más emblemáticos del Palacio fue el Salón de Honor. Precisamente en ese lugar se instaló en 1910 una gran pintura de Ernesto Courtois Bonnencontre llamada La Alegoría de las Ciencias, las Artes y las Letras. Ésta fue destruida tras las revueltas estudiantiles de fines de la década de 1920.

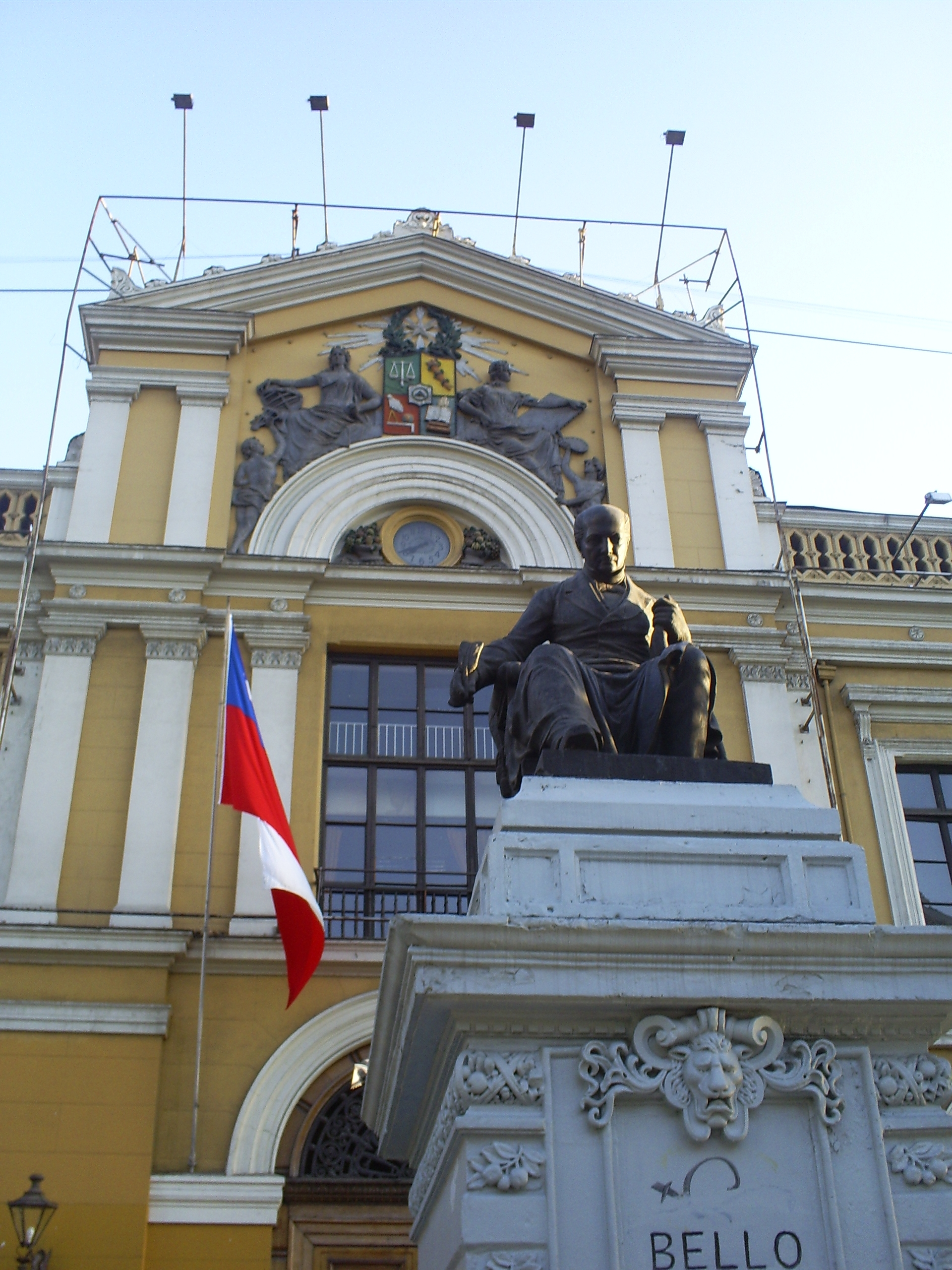
Casa Central de la Universidad de Chile, con la estatua de Andrés Bello.

En 1912, debido a la necesidad de espacio de la Facultad de Leyes y Ciencias Políticas (hoy Facultad de Derecho) se pensó crear un tercer piso al edificio, pero el proyecto fue desechado, y se decidió entregar a dicha carrera el ala oriente de la Casa Central entre 1927 y 1938, año en que se traslada al edificio ubicado en calle Pio Nono.
En 1928 se demolió el local que ocupaba la Biblioteca de la Universidad, por orden del Ministro de Educación interino, Pablo Ramírez, y todos sus libros fueron repartidos. La Biblioteca (hoy llamada Archivo Central Andrés Bello) fue reorganizada en 1936 por el Rector Juvenal Hernández, gracias a donaciones de varios académicos, entre ellos Amanda Labarca y Pablo Neruda.
Dos años más tarde, el 5 de septiembre de 1938, un grupo de jóvenes del Movimiento Nacional-Socialista pro-ibañistas se tomó la Casa Central, dejando como rehén al rector Juvenal Hernández Jaque. Por orden del Presidente Arturo Alessandri se dispararon dos cargas de artillería en la puerta principal del edificio. Murieron cuatro personas. Ese evento formó parte de la masacre conocida como la "Matanza del Seguro Obrero".
En enero de 1929 se instaló en la fachada un reloj construido por la casa de Múnich de Clemens Riefler.
Se declaró Monumento Histórico en 1974. El 31 de marzo de 1977 se inauguró la estación Universidad de Chile del Metro de Santiago, ubicada bajo la Casa Central. 
El 27 de marzo de 2001 se instaló un nuevo mural en el Salón de Honor, realizado por el artista Mario Toral.
El edificio sufrió daños estructurales en arcos y techos durante el terremoto de 1985, que se vieron agravados con el terremoto del 27 de febrero de 2010. Por ello se ordenó en principio el cierre por un año de la Casa Central, sólo quedando abierta en su interior la rectoría, mientras que el resto de los funcionarios se trasladaron a la Torre 15 de San Borja.
En abril de 2015 se terminaron las reparaciones del edificio, que tuvieron un costo cercano a los $ 1700 millones, y que contemplaron la habilitación de una sala especial para el Senado Universitario, y una sala de exposiciones en el primer piso.

## Diseño

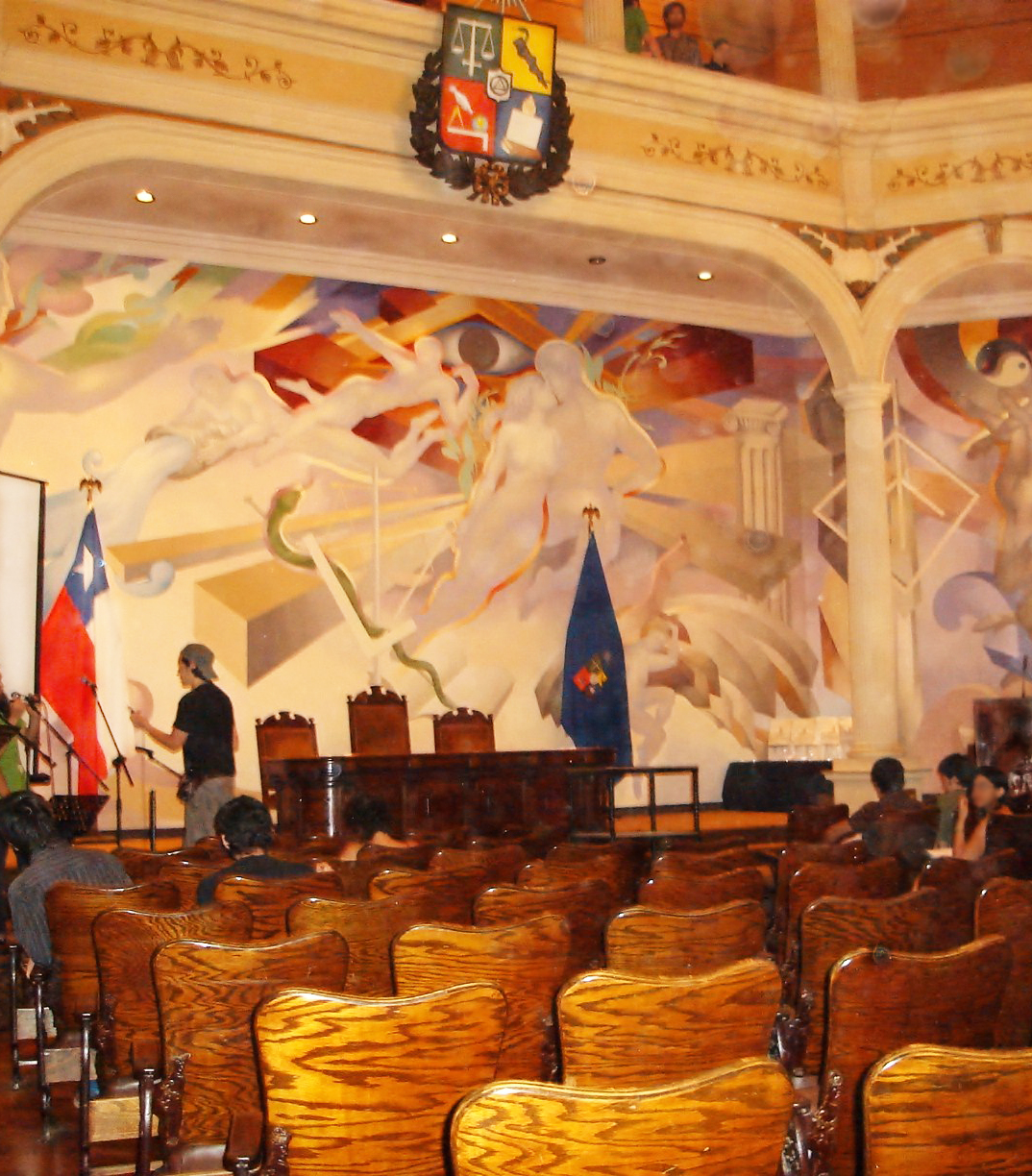
Salón de Honor.

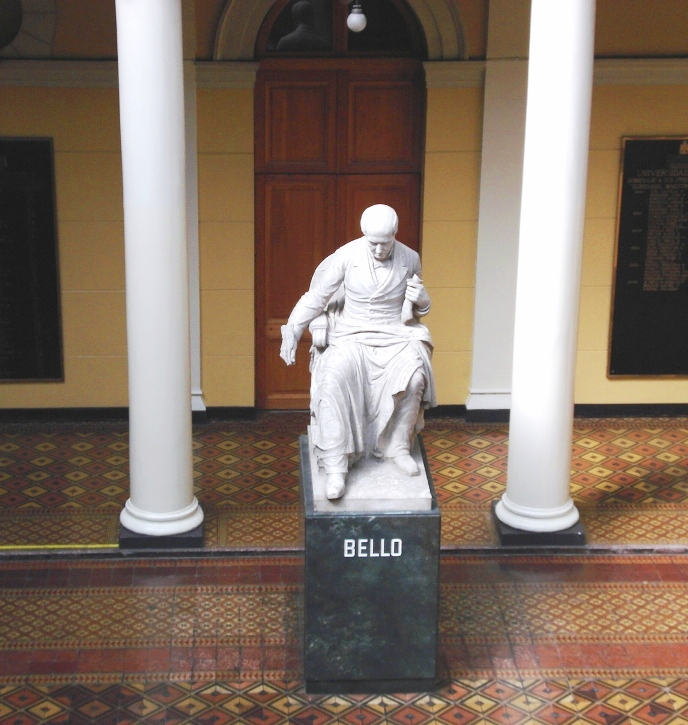
Estatua de Andrés Bello en el Patio homónimo.

La Casa Central de la Universidad de Chile posee un estilo neoclásico, que se caracteriza por una sencillez arquitectónica, reflejada en la escasez de adornos, y por el predominio de las líneas rectas.

La fachada principal, modulada por un juego de pilastras, es simétrica, con una fuerte predominancia horizontal, reforzada por una sucesión de ventanas con arcos de medio punto en el primer nivel, y rectangulares en el segundo.
Monumentos Nacionales de Chile

En su entrada posee un vestíbulo donde hay dos escaleras hacia el segundo piso. Frente a ella está el acceso al Salón de Honor, que es de estilo dórico y tiene tres niveles. El palacio posee dos patios, ubicados a la izquierda y a la derecha del Salón de Honor, llamados respectivamente "Ignacio Domeyko" y "Andrés Bello", en los cuales hay estatuas de los personajes que le dan el nombre a cada uno de los patios. 

## Estatua de Andrés Bello
Es obra del escultor Nicanor Plaza y su material es mármol de Carrara. Se realizó el año 1881 como homenaje a los cien años del natalicio de Andrés Bello  por iniciativa de José Victorino Lastarria.
Fue emplazada en la entrada principal del Congreso Nacional de Chile en la calle Catedral en Santiago. El 1884 se movió a la plaza ubicada frente al palacio del Real Tribunal del Consulado de Santiago y en 1931 se ubicó en el bandejón central de la Alameda. Finalmente en 1974 se ingresó al patio poniente de la Casa Central, el que se bautizó con el nombre de "Patio Andrés Bello".
Frente a la Casa Central, por la Alameda Bernardo O'Higgins, se encuentra una réplica de esa estatua, obra de Samuel Román.

## Dependencias
- Rectoría
- Consejo Universitario
- Prorrectoría
- Archivo Central "Andrés Bello"
- Archivo y Laboratorio Fotográfico
- Administración Casa Central
- Librería Universitaria
- Salón de Honor
- Sala "Ignacio Domeyko"
- Sala "Enrique Sazié"
- Sala "Eloísa Díaz"
- Sala Museo "Gabriela Mistral" [15]
- Patio "Andrés Bello"
- Patio "Domeyko"
- Colección de Caracolas de Pablo Neruda